# 진성중학교 (전북)
진성중학교(鎭聖中學校)는 대한민국 전북특별자치도 진안군 성수면 외궁리에 있는 공립 중학교이다.

## 학교 연혁
- 1971년 10월 29일 : 진성중학교 설립 인가
- 1972년 3월 6일 : 개교 및 입학식
- 2023년 3월 2일 : 제17대 노희은 교장 부임
- 2024년 2월 7일 : 제50회 졸업(총 졸업생 수 2,784명)
- 2024년 3월 4일 : 전교생 10명 2학급 편성

## 참고 자료
- 진성중학교 - 한국교육학술정보원 학교알리미